# Regierung Collignon II
Die Regierung Collignon II war die neunte wallonische Regierung. Sie amtierte vom 20. Juni 1995 bis zum 12. Juli 1999. Sie war die erste wallonische Regierung, die aus einer Direktwahl des Wallonischen Rats (kurz nach der Wahl 1995 umbenannt in Wallonisches Parlament) hervorging.
Bei der Regionalwahl am 21. Mai 1995 erhielt die seit 1988 regierende Koalition aus Sozialistischer Partei (PS) und Christsozialer Partei (PSC) 46 der 75 Sitze im wallonischen Parlament. Die beiden Parteien setzten ihre Koalition fort. Ministerpräsident blieb der seit 1994 amtierende Robert Collignon (PS). Bei der Regionalwahl am 13. Juni 1999 verloren die Regierungsparteien ihre Mehrheit. Die PS bildete danach eine Regierung gemeinsam mit dem liberalen Wahlbündnis PRL-FDF-MCC und der grünen Ecolo. Ministerpräsident wurde Elio Di Rupo (PS).

## Zusammensetzung
| Amt | Name                         | Partei | Partei | Amtszeit                         |
| --- | ---------------------------- | ------ | ------ | -------------------------------- |
| Ministerpräsident und Minister für Wirtschaft, Außenhandel, kleine und mittlere Unternehmen, Tourismus und Kulturerbe | Robert Collignon             |        | PS     | 20. Juni 1995– 12. Juli 1999     |
| Minister für Raumordnung, Ausrüstung und Verkehr                                                                      | Michel Lebrun                |        | PSC    | 20. Juni 1995– 12. Juli 1999     |
| Minister für innere Angelegenheiten und den öffentlichen Dienst                                                       | Bernard Anselme              |        | PS     | 20. Juni 1995– 12. Juli 1999     |
| Minister für Haushalt, Finanzen, Arbeit und berufliche Weiterbildung                                                  | Jean-Claude Van Cauwenberghe |        | PS     | 20. Juni 1995– 12. Juli 1999     |
| Minister für Forschung, technologische Entwicklung, Sport und internationale Beziehungen                              | Jean-Pierre Grafé            |        | PSC    | 20. Juni 1995– 9. Dezember 1996  |
| Minister für Forschung, technologische Entwicklung, Sport und internationale Beziehungen                              | William Ancion               |        | PSC    | 11. Dezember 1996– 12. Juli 1999 |
| Minister für Soziales, Wohnungen und Gesundheit                                                                       | Willy Taminiaux              |        | PS     | 20. Juni 1995– 12. Juli 1999     |
| Minister für Umwelt, natürliche Ressourcen und Landwirtschaft                                                         | Guy Lutgen                   |        | PSC    | 20. Juni 1995– 12. Juli 1999     |

## Umbesetzungen
Jean-Pierre Grafé trat am 9. Dezember 1996 zurück, nachdem er beschuldigt wurde, sexuelle Beziehungen zu einem Minderjährigen gehabt zu haben. Das Verfahren gegen ihn wurde später eingestellt. Sein Nachfolger als Minister wurde William Ancion.